# Ridley Road
Ridley Road est une mini-série britannique en quatre épisodes d'environ 57 minutes, créée par Sarah Solemani, adaptée du roman éponyme de Jo Bloom, et diffusée du 3 au 24 octobre 2021 sur la BBC One.
En France, elle a été diffusée [Quand ?] sur Canal+, et au Québec à partir du 7 janvier 2023 sur ICI Radio-Canada Télé. Elle reste inédite dans les autres pays francophones.

## Synopsis
Dans les années 1960, Vivien, une jeune coiffeuse juive de la banlieue de Manchester, quitte tout pour partir à Londres à la recherche de Jack, son petit ami disparu. Confrontée à la montée du mouvement néonazi en Grande-Bretagne, elle rejoint les activistes du Groupe 62 et infiltre le Mouvement national-socialiste (MNS), de plus en plus violent.

## Distribution
- Agnes O'Casey (en) : Vivien Epstein
- Tom Varey (en) : Jack Morris
- Rory Kinnear : Colin Jordan
- Romane Portail : Françoise Dior, épouse de Colin Jordan
- Eddie Marsan : Soly Malinovsky, oncle de Vivien
- Tracy-Ann Oberman (en) (VF : Déborah Perret) : son épouse Nancy Malinovsky
- Danny Sykes (VF : Aurélien Raynal) : leur fils, Ronnie Malinovsky
- Will Keen : David Epstein, père de Vivien
- Samantha Spiro : Liza Epstein, mère de Vivien
- Rita Tushingham (VF : Colette Venhard) : Nettie Jones

 Source et légende : version française (VF) sur RS Doublage